# ماران (شهرضا)
ماران هي قرية في مقاطعة شهرضا، إيران. يقدر عدد سكانها بـ 89 نسمة بحسب إحصاء 2016.